# ヴァイスホルン
ヴァイスホルン（Weisshorn）はスイスのアルプス山脈のツェルマットの北、マッターホルンの北北東に位置する山。ヴァレー州に属している。1861年8月19日にジョン・ティンダルらによって初登頂が行われた。
4505mの高さがあるためマッターホルンよりも高さがある。標高3265mのCabane de Tracuitより、北西の峰の頂上に着くことができる。最初の3時間ほどの道のりで比較的進みやすい氷河を渡り、標高4153mのビスホルン（Bishorn）に着く。その後は、むき出しの山肌を5時間ほど登らなくてはならない。

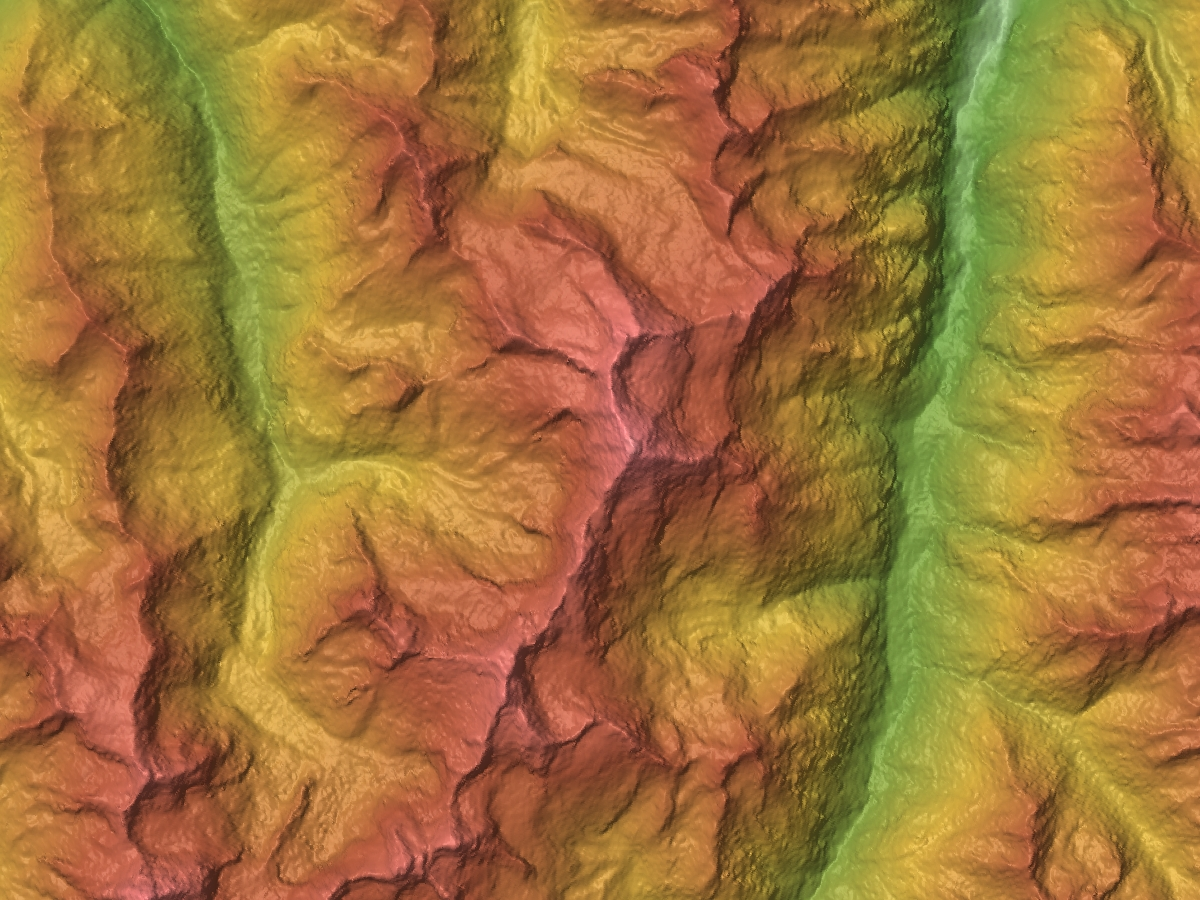
ヴァイスホルン周辺の地形図 本峰は画像中央
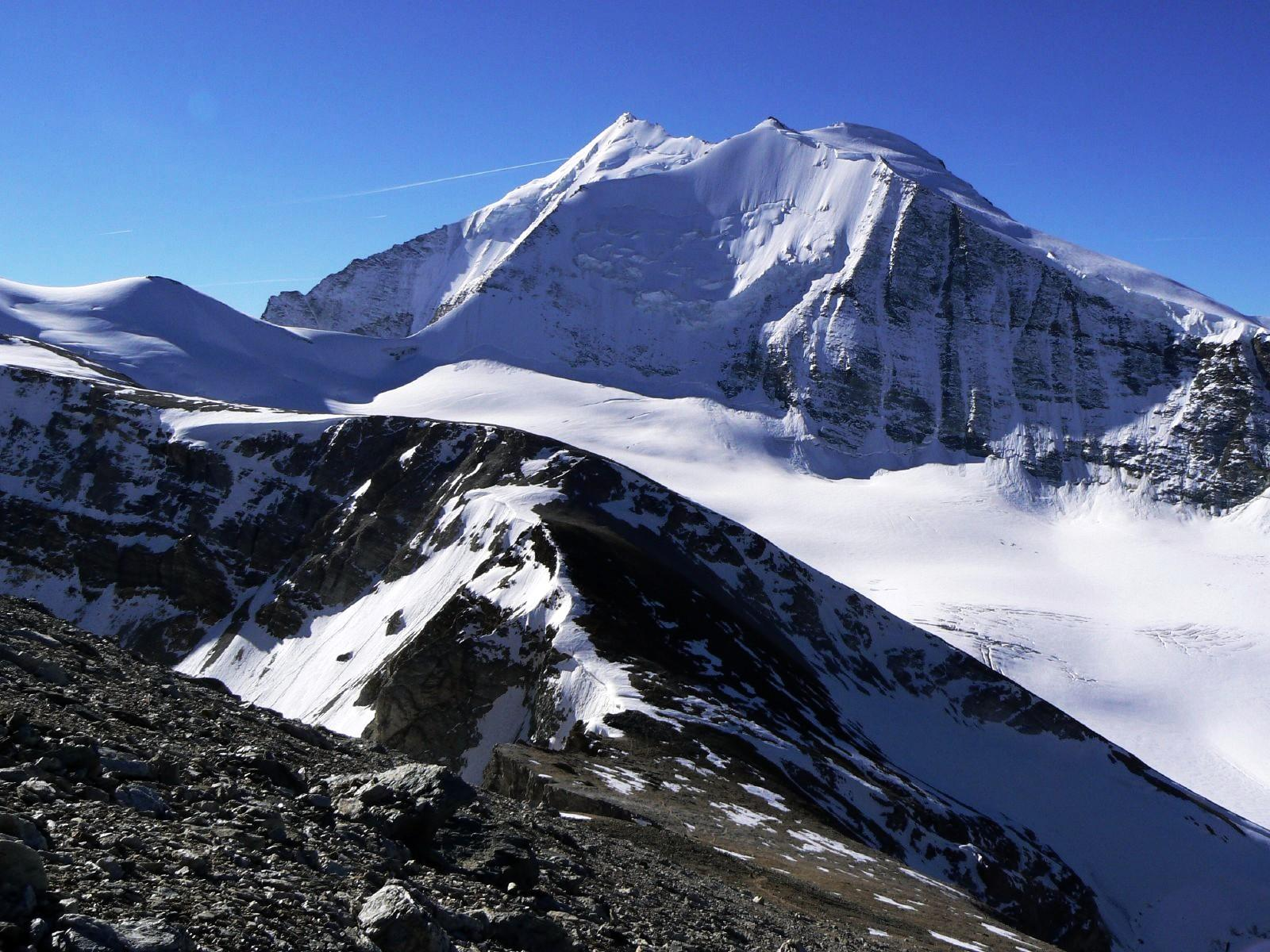
北北東から
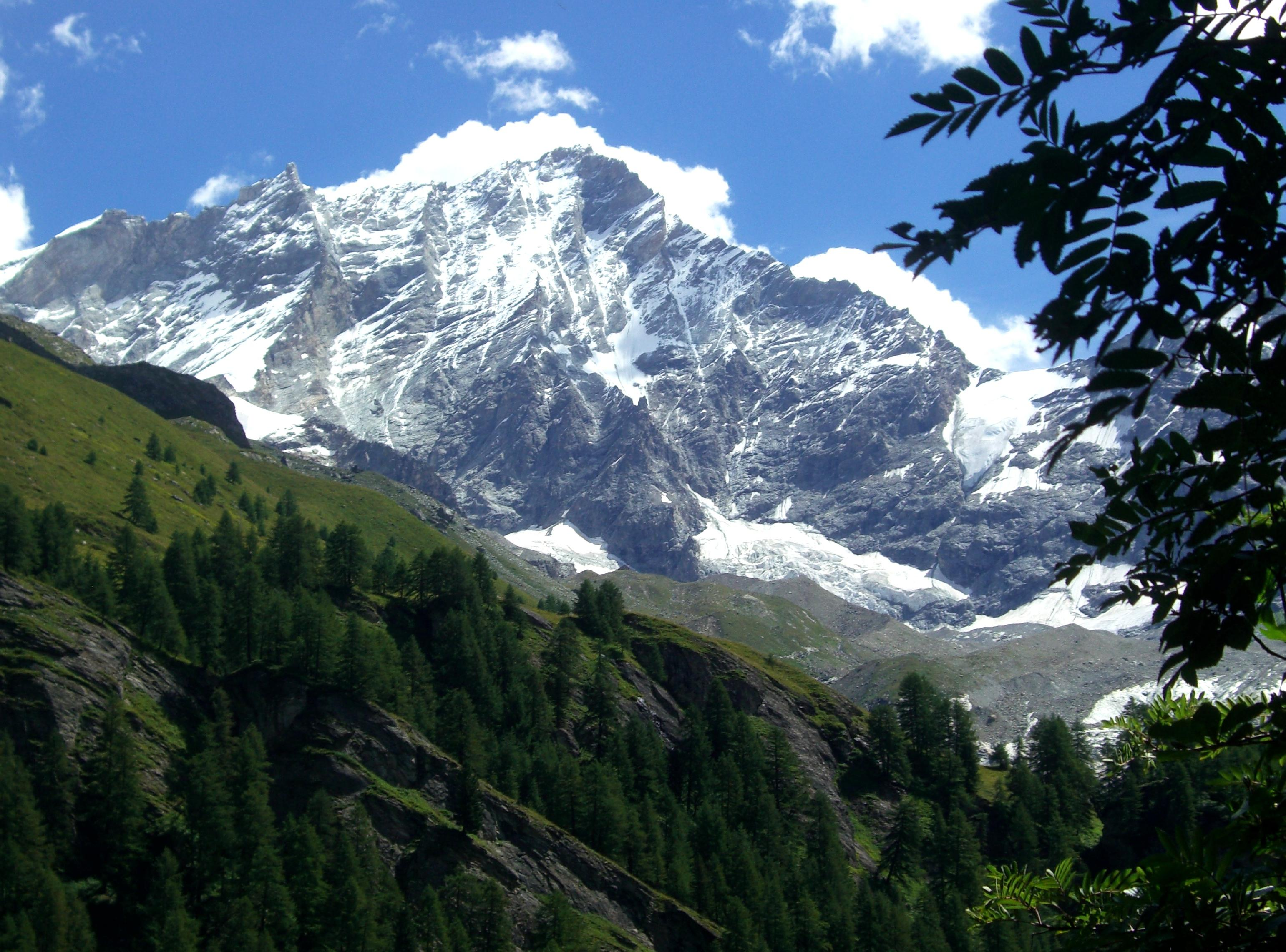
西から
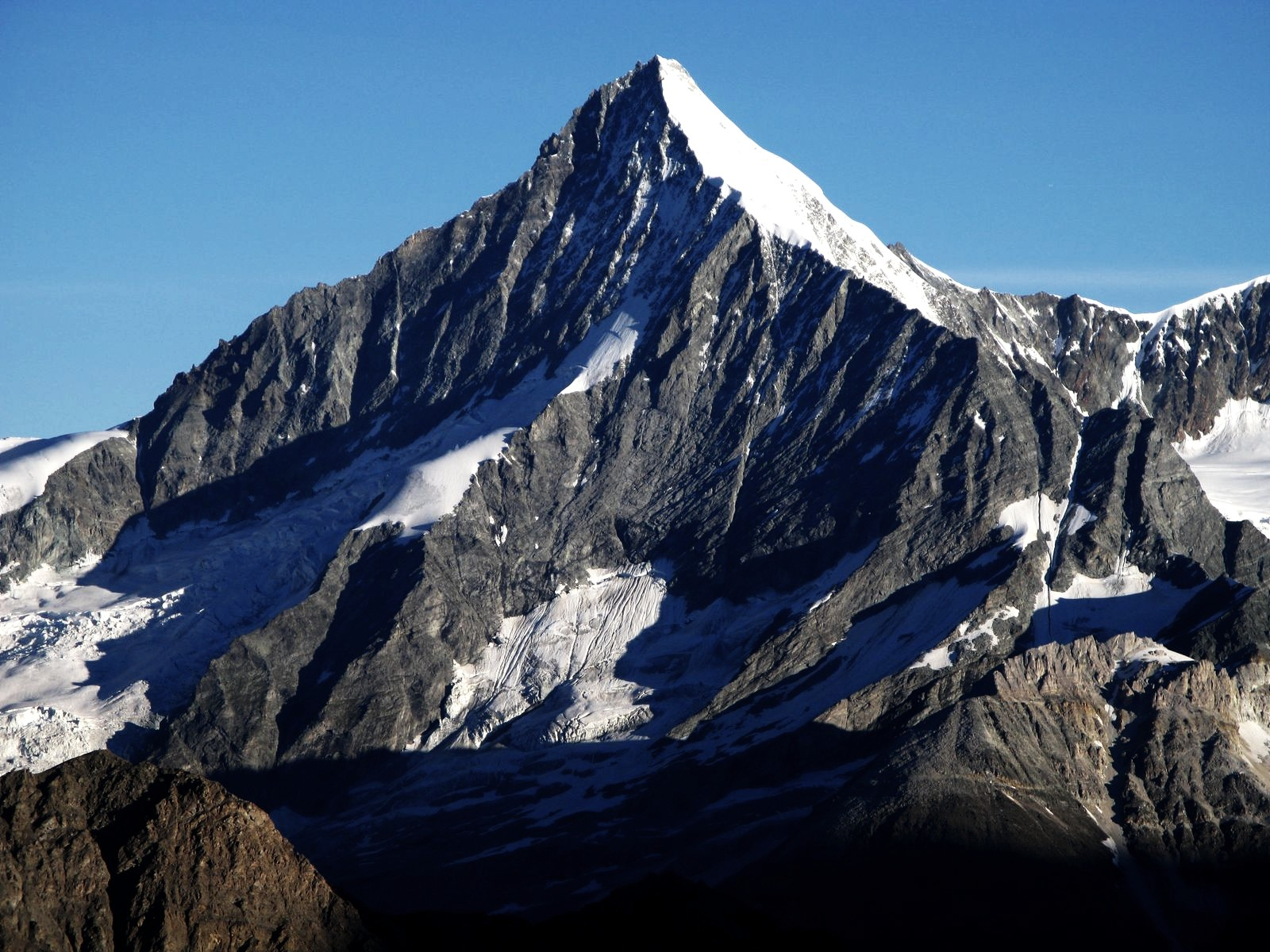
南東から